# Spider Robinson

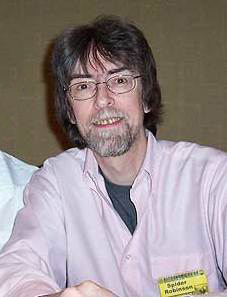
Spider Robinson, 2004

Spider Robinson, pseudoniem van Paul Robinson (New York, 24 november 1948) is een Amerikaans sciencefictionschrijver en recensent.
Robinson schrijft in een menselijke, humoristische stijl. Hij propageert regelmatig een optimistisch wereldbeeld, op basis van het idee dat een pessimistische houding leidt tot pessimistische resultaten. Vaak centreren de conflicten in zijn verhalen zich rond SF-problemen met een menselijke oplossing.
Robinson won de John W. Campbell Award voor beste nieuwe schrijver in 1974. Hij won de Hugo Award voor beste novelle in 1977 met By Any Other Name (later uitgebreid tot Telempath) en in 1983 voor zijn kort verhaal Melancholy Elephants. Met zijn vrouw Jeanne, choreografe en danseres, schreef hij de novelle Stardance(1977), waarmee zij de Hugo, Nebula én Locus Awards wonnen. Spider kreeg ook een Locus in 1977 voor zijn werk als criticus.
Robert A. Heinlein schreef in 1955 een uitgebreide opzet voor een roman, die in 2006 is verschenen als Variable Star. Robinson is buitengewoon enthousiast dat hij kan werken met het materiaal van een van zijn helden.
De Robinsons leven al 30 jaar in Canada.